# Dejan Čurović
Dejan Čurović (en serbe cyrillique : Дејан Чуровић), né le 10 août 1968 à Zemun (Yougoslavie) et mort le 11 août 2019 à Belgrade (Serbie), est un footballeur international serbe.

## Carrière
Après avoir joué au FK Zemun, Dejan Čurović signe en 1993 avec le FK Partizan. 
Après ses succès obtenus au cours de la saison 1993-1994, il s'installe aux Pays-Bas et joue au Vitesse Arnhem jusqu'en 2000. Il s'engage ensuite avec le FC Groningue où il joue jusqu'en 2003, année qui marque la fin de sa carrière de joueur.

## Palmarès
- Partizan Belgrade
  - Vainqueur du Championnat de Yougoslavie en 1994
  - Vainqueur de la Coupe de Yougoslavie de football en 1994